# (9812) Danco
(9812) Danco es un asteroide perteneciente al cinturón de asteroides, descubierto el 18 de septiembre de 1998 por Eric Walter Elst desde el Observatorio de La Silla, Chile.

## Designación y nombre
Designado provisionalmente como 1998 SJ144. Debe su nombre a Emile Danco (1869-1898), quien participó en la expedición antártica de Adrien de Gerlache de Gomery, fue el responsable de la fotografía y la observación del geomagnetismo. Murió durante el viaje y su cuerpo fue enterrado en el mar cerca de una tierra recién descubierta, llamada «Tierra de Danco».

## Características orbitales
Danco está situado a una distancia media del Sol de 2,264 ua, pudiendo alejarse hasta 2,564 ua y acercarse hasta 1,965 ua. Su excentricidad es 0,132 y la inclinación orbital 6,238 grados. Emplea 1244,41 días en completar una órbita alrededor del Sol.

## Características físicas
La magnitud absoluta de Danco es 14,29. Tiene 4,144 km de diámetro y su albedo se estima en 0,283.